# 릭 제이슨

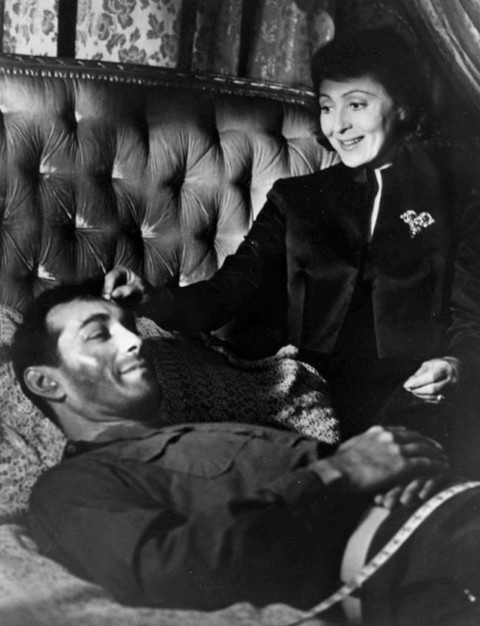

릭 제이슨(Rick Jason, 본명: Richard Jacobson, 1923년 5월 21일 ~ 2000년 10월 16일)은 미국의 배우, 연극 배우, 텔레비전 배우, 성우, 영화배우이다.
뉴욕시에서 태어났고 드라마 Combat! 멤버들의 모임 참석 일주일 후, 캘리포니아주 무어파크에서 총기류에 의한 자살로 사망했다. 유서는 발견되지 않았고, 명확히 드러나지 않은 사적인 문제들로 낙담한 상태였던 것으로 알려졌다.

## 방송
- 전투

## 영화
- 80일간의 세계일주 (1989년)
- 파트너 (1982년)
- 인간의 증명 (1977년)
- 여형사 페페 (1974년)
- 더 영 앤 더 레스트리스 (1973년)
- 전투 - 컬러판 (1962년)
- 전투 (1962년)
- 젊음의 원천 (1956년)
- 섬브레로 (1953년)